# Passo della Bocchetta
Il passo della Bocchetta è un valico dell'Appennino ligure posto a quota 772 m s.l.m. lungo la strada che collega Campomorone con Voltaggio ovvero la val Polcevera con la Val Lemme, denominata strada provinciale 5 della Bocchetta nella tratta genovese (ligure) e strada provinciale 160 della Val Lemme nella tratta alessandrina (piemontese). Vari studiosi pongono il confine geologico tra le Alpi e gli Appennini in corrispondenza del valico.

## Storia
È un valico storico poiché da queste parti passava la romana Via Postumia, fatta costruire nel 148 a.C. dal console romano Postumio Albino.
L'antico tracciato romano valicava l'Appennino poco distante, a levante dell'attuale passo, in corrispondenza dei pianori denominati "Pian di Reste" (Cian de Reste in ligure), proseguiva quindi verso Nord seguendo la sommità del crinale tra la val Lemme e la valle Scrivia sino a Fiaccone e oltre.
La strada tuttora in uso fu invece costruita nel XVI secolo ed era una delle tre vie di transito autorizzate dalla Repubblica di Genova per il trasporto delle merci.
L'esigenza di una strada, che rendesse più agevoli i diversi sentieri e mulattiere medievali delle "vie del sale", portò a una delibera del Senato della Repubblica di Genova nel 1583, che incaricava tre esponenti della oligarchia genovese, (un D'Oria, uno Spinola ed un Sauli), perché negoziassero con il Banco di San Giorgio i finanziamenti per la costruzione di una nuova strada, che andasse da Pontedecimo a Voltaggio.
La strada fu aperta nel 1585 su un tracciato di valico diverso da quello dell'antica Via Postumia, in quanto valicava l'Appennino seguendo il fondovalle anziché seguire i percorsi di crinale (come quello che da Pian di Reste conduceva a Fiaccone).
Nel 1771 il doge Giovanni Battista Cambiaso ammodernò il tracciato della strada, che fu resa idonea al passaggio di carri e carrozze per tutta la sua estensione da San Pier d'Arena a Novi Ligure: la strada, che rappresentava all'epoca il valico di gran lunga più agevole e moderno per l'Oltregiogo,  fu quindi anche detta "Via Cambiagia".
La strada perse importanza in seguito alla costruzione della regia strada dei Giovi aperta nel 1823.
In epoca medievale la tradizione orale parlava di fenomeni di banditismo che colpivano i viandanti ed i mercanti che salendo dall'abitato di “Campomorone” andavano verso la pianura padana dell'oltregiogo, dopo i paesi attuali di Voltaggio e Gavi Ligure.
Questa strada in ogni epoca favorì lo spostamento veloce di truppe ed eserciti da e verso Genova.
Data la quota, il passo è caratterizzato da nebbie fitte durante il periodo autunnale e nevicate frequenti nel periodo invernale. Caratteristico il fenomeno della galaverna, una sorta di gelo che aderisce ai rami degli alberi, aumentandone progressivamente volume e peso sino alla loro rottura e conseguente distacco.

## Sport

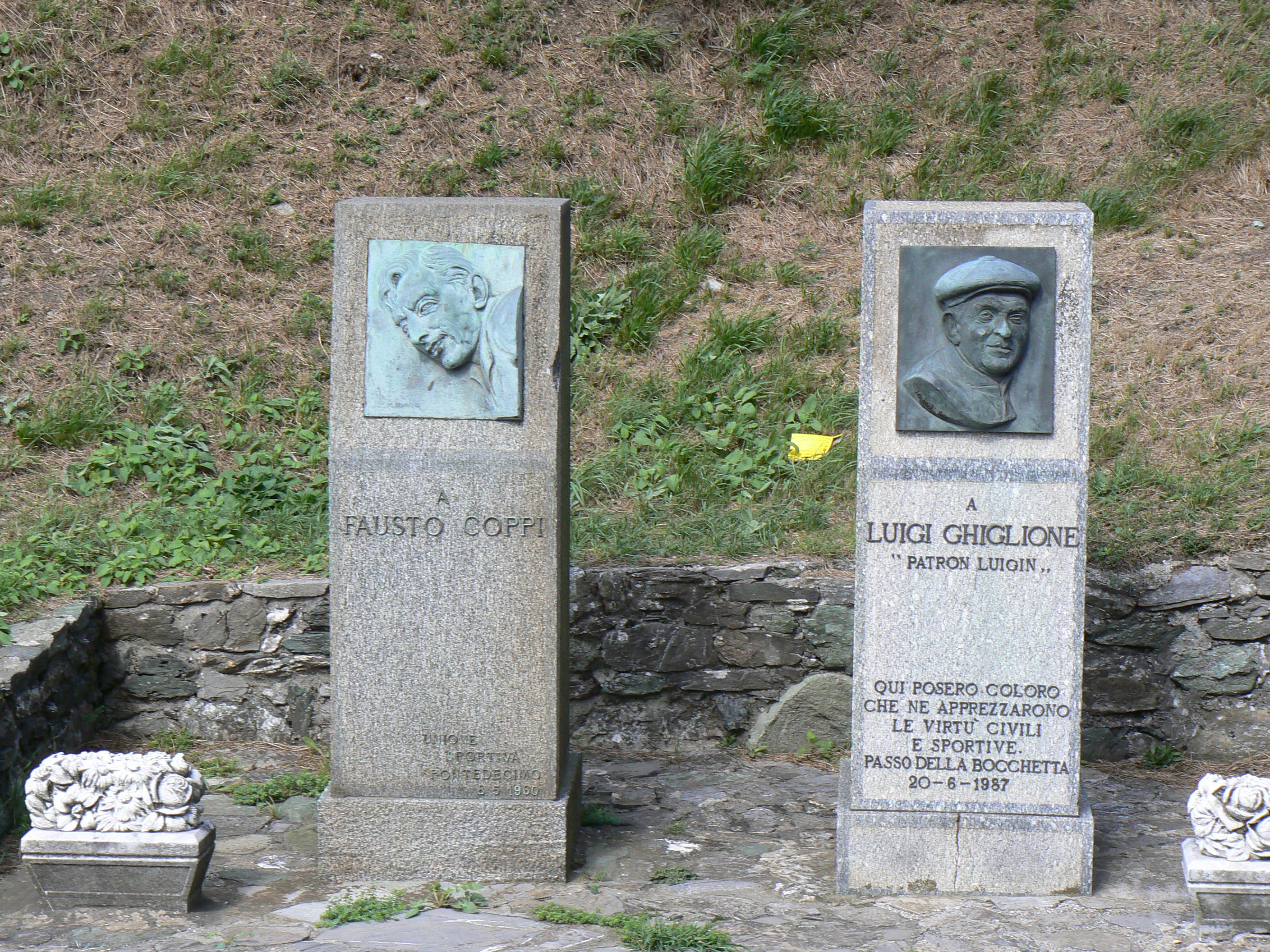
Steli commemorative a Fausto Coppi e Luigi Ghiglione, storico organizzatore del Giro dell'Appennino

Il passo della Bocchetta fu reso celebre da Fausto Coppi durante le sue memorabili scalate del Giro dell'Appennino tanto che sul valico è stata posta una stele, in ricordo della sua ultima vittoria, con l'effigie del Campionissimo.
Il passo è ancora oggi il punto di forza del Giro dell'Appennino.
Il tempo record della scalata appartiene a Gilberto Simoni, con 21'54", stabiliti durante l'edizione del 2003. Il record precedente apparteneva a Marco Pantani con 21'56" detenuto per 8 anni.

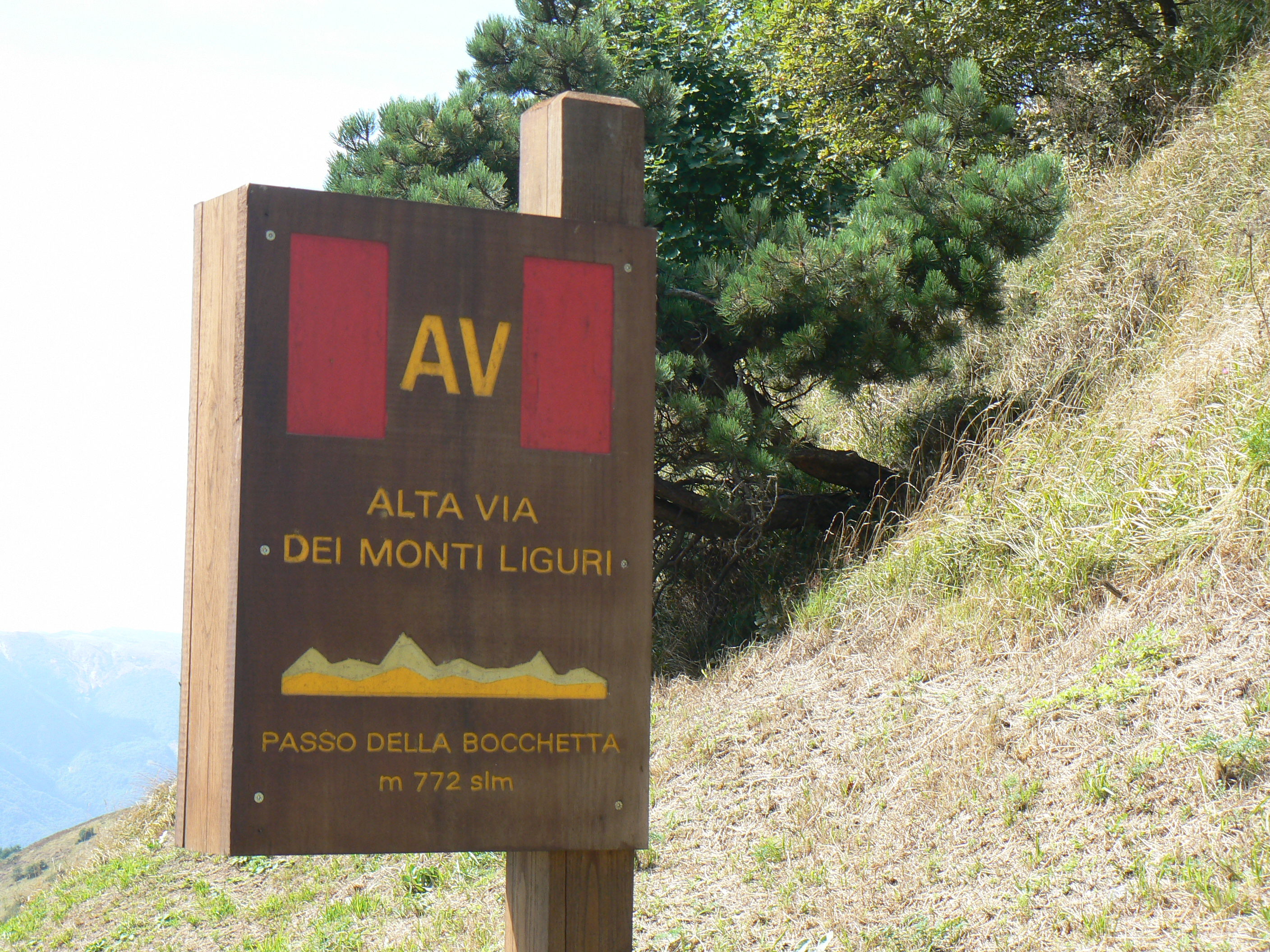
Segnatappa alta via dei Monti Liguri

Il record più duraturo appartiene però a Gianbattista Baronchelli che nell'edizione del 1977 ha stabilito il tempo di 22'46" rimasto imbattuto per 17 anni fino all'arrivo del russo Evgenij Berzin.
Il passo è stato inoltre sede dell'arrivo della quarta tappa dell'edizione 2012 de Il Padania, disputata il 6 settembre 2012 e che ha visto il successo di Vincenzo Nibali.
Il passo della Bocchetta è attraversato anche dall'itinerario escursionistico dell'alta via dei Monti Liguri.

## Protezione della natura
Il passo è collocato sul confine del Parco naturale delle Capanne di Marcarolo.